# Сосиски наголо
«Сосиски наголо» — четвёртый эпизод двадцатого сезона мультсериала «Южный парк». Вышел 12 октября 2016 года.

## Сюжет
Джеральд беспокоится из-за своего троллинга, но пытается это скрыть. Кайл чувствует огромную вину за раскол между мальчиками и девочками. Он пытается исправить ситуацию, но делает только хуже. Баттерс не соглашается с Кайлом и предлагает протестовать против девочек. Во время звучания гимна Баттерс снимает штаны. Многие мальчики его поддерживают.
Джеральд встречается с троллем под мостом. Джеральда предупреждают об опасности, но он пытается доказать, что троллинг является всего лишь его хобби. Шейла покупает Джеральду iPad, но он от него отказывается. Позже Шейла замечает странное поведение Джеральда в туалете. Джеральд скрывает свой троллинг и говорит, что он смотрел «порно с мочой».
Кайл просит Картмана помочь выступить против Баттерса, но, узнав, что Хайди теперь девушка Картмана, понимает, что не сможет остановить Баттерса с помощью Эрика. Тролль, с которым Джеральд познакомился под мостом, показывает ему видеозапись телеканала BBC, в которой рассказывают про сайт, призванный остановить троллей. Джеральд присоединяется к команде троллей. В школьной столовой Кайл сообщает всем, что присоединяется к протесту Баттерса.

## Приём
Серия получила в основном положительные отзывы от критиков. Издание IGN поставило 8.4 балла из 10, в The A.V. Club эпизод был оценён в «A-», от сайта 411mania серия получила 7.5 баллов из 10, а от Den of Geek 3.5 звезды из 5.